# Bishop Strachan School

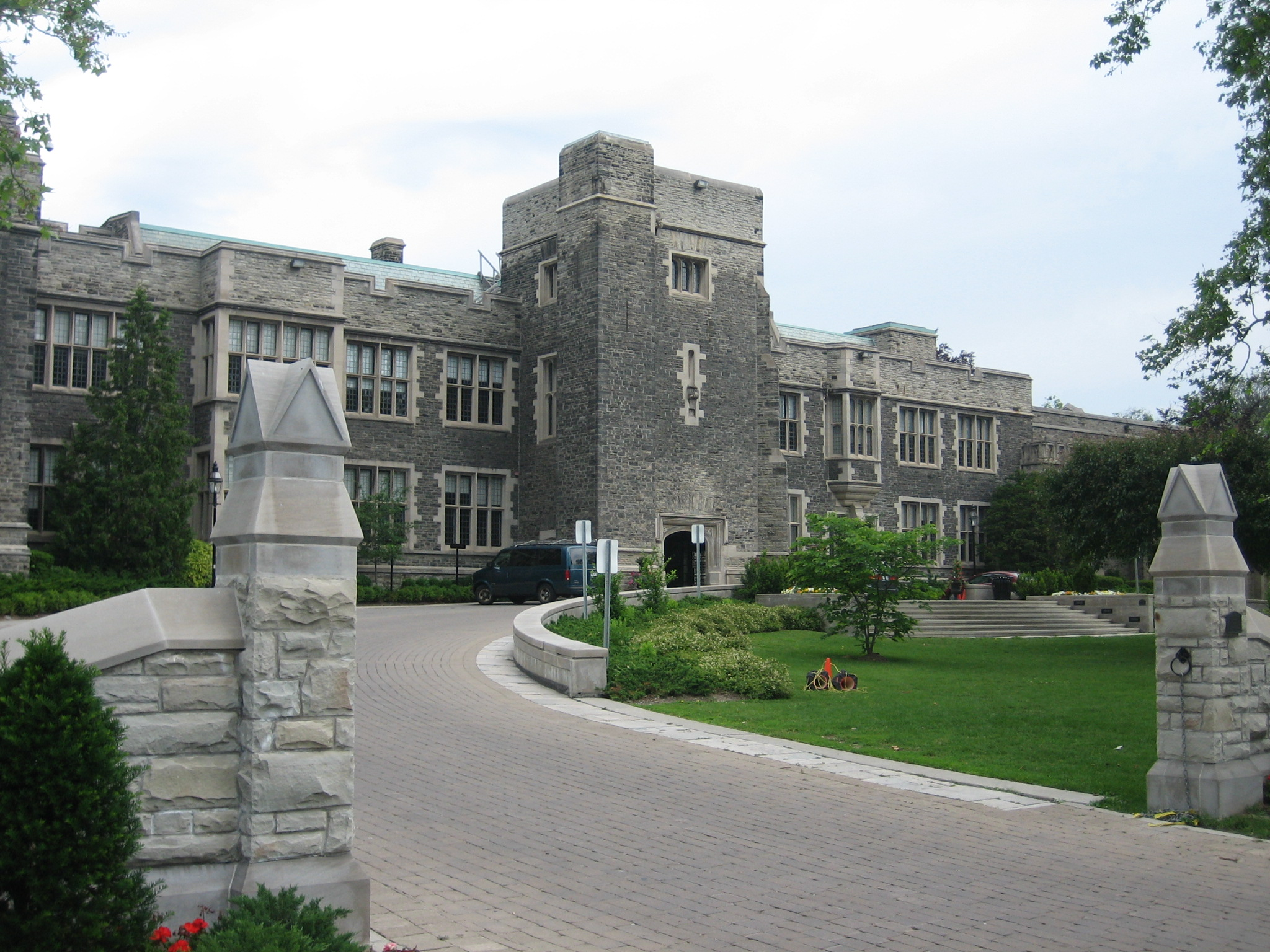
Bishop Starchan School.

The Bishop Strachan School, plus communément appelée BSS, est une école pour fille située dans le nord de Toronto. L'école compte près de 900 élèves dont 80 sont internes. Elle est située au 298 Lonsdale Road dans le Midtown de Toronto. C'est une école de religion anglicane fondée en 1867.

## Personnalités liées
- Viola Allen - actrice
- Thea Andrews - actrice et présentatrice TV
- Caroline Cameron - présentatrice TV
- Margaret Campbell (en) - femme politique
- Marina Endicott - romancière
- Michelle Giroux - actrice
- Kate Hewlett - actrice, écrivaine et compositrice
- Kai (Alessia De Gasperis Brigante)- chanteuse interprète et compositrice
- Larysa Kondracki - écrivaine de The Whistleblower
- Lin Chi-ling - model et actrice
- Emily Murphy - militante pour les droits des femmes
- Marjorie Pickthall - poète et écrivaine
- Valerie Pringle - journaliste
- Ann Southam - compositrice
- Margaret Wente - journaliste pour The Globe & Mail
- Beatrice Helen Worsley - première ingénieure informatique canadienne
- Anne Innis Dagg - zoologiste, biologiste et féministe
- Rachel Honderich - joueuse de badminton